# جيرمين بلاكبيرن
جيرمين بلاكبيرن (بالإنجليزية: Jermaine Blackburn)‏ (8 فبراير 1983 في الولايات المتحدة - ) هو لاعب كرة سلة أسترالي في مركزي هجوم صغير الجسم ومدافع مسدد الهدف. لعب مع لندن لايتنينج.

## وصلات خارجية
- جيرمين بلاكبيرن على موقع كرة السلة الأوروبية.كوم (الإنجليزية)
- جيرمين بلاكبيرن على موقع كلية كرة السلة في سبورتس رفرنس.كوم (الإنجليزية)
- جيرمين بلاكبيرن على موقع ريلجم (الإنجليزية)
- جيرمين بلاكبيرن على موقع بروبوليرز (الإنجليزية)
- جيرمين بلاكبيرن على موقع سبورتس رفرنس (الإنجليزية)